# Wayne Simmonds

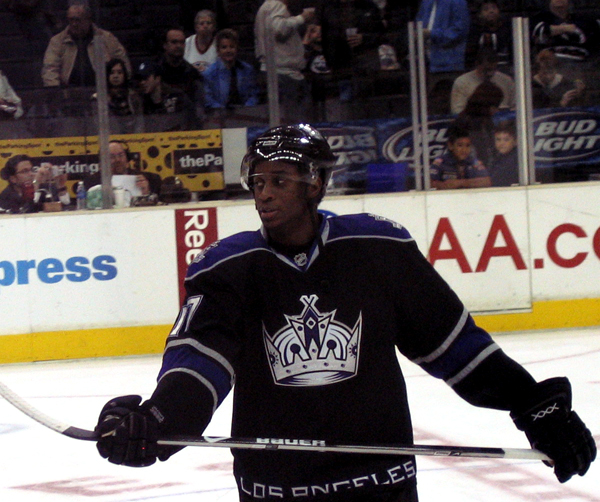
Wayne Simmonds i Los Angeles Kings.

Wayne Simmonds, född 26 augusti 1988, är en kanadensisk före detta professionell ishockeyspelare som spelade i National Hockey League (NHL) för Los Angeles Kings, Philadelphia Flyers, Nashville Predators, New Jersey Devils, Buffalo Sabres och Toronto Maple Leafs mellan 2008 och 2023. Under NHL-lockouten 2012-13 spelade Simmonds med ETC Crimmitschau och HC Bílí Tygři Liberec. Han gick under smeknamnet Wayne Train av fans och lagkamrater.

## Spelarkarriär

### NHL

#### Los Angeles Kings
Simmonds valdes av Los Angeles Kings som 61:a spelare totalt i NHL-draften 2007.
Den 28 december 2007 skrev han på sitt treåriga entry level-kontrakt med Kings till ett värde av 2,55 miljoner dollar.
Han debuterade i NHL för Kings säsongen 2008–09 med 9 mål och 14 assist på 82 matcher.

#### Philadelphia Flyers
Han tradades den 23 juni 2011, tillsammans med Brayden Schenn och ett draftval i andra rundan 2012 (som Flyers senare bytte bort till Dallas Stars, som i sin tur valde Devin Shore), till Philadelphia Flyers i utbyte mot Flyers dåvarande lagkaptenen Mike Richards.
Den 7 juli 2011 skrev han på ett nytt tvåårskontrakt värt 3,5 miljoner dollar med Flyers.
Han skrev på en sexårig kontraktsförlängning med Flyers den 16 augusti 2012, värd 23,85 miljoner dollar.

#### Nashville Predators
Simmonds tradades den 25 februari 2019 till Nashville Predators i utbyte mot Ryan Hartman och ett villkorligt draftval i fjärde rundan 2020.
New Jersey Devils och Buffalo Sabres
Inför säsongen 2019-2020 signerade Simmonds ett kontrakt på ett år med New Jersey Devils. Han tradades den 25 februari 2020 till Buffalo Sabres mot ett villkorligt draftval i femte rundan 2021.

## Statistik

### Klubbkarriär
| 2004–05    | Toronto Jr. Canadiens       | GTHL       | 67   | 32  | 40  | 72  | 97   | —  | — | —  | —  | —   |
| 2005–06    | Brockville Braves           | CJHL       | 49   | 24  | 19  | 43  | 127  | 7  | 4 | 2  | 6  | 12  |
| 2006–07    | Owen Sound Attack           | OHL        | 66   | 23  | 26  | 49  | 112  | 4  | 1 | 1  | 2  | 4   |
| 2007–08    | Owen Sound Attack           | OHL        | 29   | 17  | 22  | 39  | 43   | —  | — | —  | —  | —   |
| 2007–08    | Sault Ste. Marie Greyhounds | OHL        | 31   | 16  | 20  | 36  | 68   | 14 | 5 | 9  | 14 | 22  |
| 2008–09    | Los Angeles Kings           | NHL        | 82   | 9   | 14  | 23  | 73   | —  | — | —  | —  | —   |
| 2009–10    | Los Angeles Kings           | NHL        | 78   | 16  | 24  | 40  | 116  | 6  | 2 | 1  | 3  | 9   |
| 2010–11    | Los Angeles Kings           | NHL        | 80   | 14  | 16  | 30  | 75   | 6  | 1 | 2  | 3  | 20  |
| 2011–12    | Philadelphia Flyers         | NHL        | 82   | 28  | 21  | 49  | 114  | —  | — | —  | —  | —   |
| 2012–13    | Philadelphia Flyers         | NHL        | 45   | 15  | 17  | 32  | 82   | —  | — | —  | —  | —   |
| 2012–13    | ETC Crimmitschau            | DEL2       | 9    | 4   | 10  | 14  | 35   | —  | — | —  | —  | —   |
| 2012–13    | HC Bílí Tygři Liberec       | Extraliga  | 6    | 4   | 2   | 6   | 16   | —  | — | —  | —  | —   |
| 2013–14    | Philadelphia Flyers         | NHL        | 82   | 29  | 31  | 60  | 106  | 7  | 4 | 1  | 5  | 20  |
| 2014–15    | Philadelphia Flyers         | NHL        | 75   | 28  | 22  | 50  | 66   | —  | — | —  | —  | —   |
| 2015–16    | Philadelphia Flyers         | NHL        | 81   | 32  | 28  | 60  | 147  | 6  | 0 | 2  | 2  | 13  |
| 2016–17    | Philadelphia Flyers         | NHL        | 82   | 31  | 23  | 55  | 122  | —  | — | —  | —  | —   |
| 2017–18    | Philadelphia Flyers         | NHL        | 75   | 24  | 22  | 46  | 57   | 6  | 0 | 2  | 2  | 6   |
| 2018–19    | Philadelphia Flyers         | NHL        | 62   | 16  | 11  | 27  | 90   | —  | — | —  | —  | —   |
| 2018–19    | Nashville Predators         | NHL        | 4    | 0   | 1   | 1   | 0    | —  | — | —  | —  | —   |
| 2019–20    | New Jersey Devils           | NHL        | 61   | 8   | 16  | 24  | 64   | —  | — | —  | —  | —   |
| 2019–20    | Buffalo Sabres              | NHL        | 7    | 0   | 1   | 1   | 2    | —  | — | —  | —  | —   |
| 2020–21    | Toronto Maple Leafs         | NHL        | 38   | 7   | 2   | 9   | 45   | 7  | 0 | 1  | 1  | 2   |
| 2021–22    | Toronto Maple Leafs         | NHL        | 72   | 5   | 11  | 16  | 96   | 2  | 0 | 0  | 0  | 14  |
| 2022–23    | Toronto Maple Leafs         | NHL        | 18   | 0   | 2   | 2   | 49   | —  | — | —  | —  | —   |
| NHL totalt | NHL totalt                  | NHL totalt | 1037 | 263 | 263 | 526 | 1313 | 53 | 8 | 14 | 22 | 122 |

### Internationellt
| År            | Lag           | Turnering     | Resultat      |    | Matcher | Mål | Assist | Poäng | Utv |
| ------------- | ------------- | ------------- | ------------- | -- | ------- | --- | ------ | ----- | --- |
| 2008          | Kanada        | JVM           | 1             | 7  | 1       | 0   | 1      | 4     |     |
| 2013          | Kanada        | VM            | 5:a           | 8  | 1       | 0   | 1      | 2     |     |
| 2017          | Kanada        | VM            | 2             | 10 | 0       | 2   | 2      | 4     |     |
| Junior totalt | Junior totalt | Junior totalt | Junior totalt | 7  | 1       | 0   | 1      | 4     |     |
| Senior totalt | Senior totalt | Senior totalt | Senior totalt | 18 | 1       | 2   | 3      | 6     |     |